# You Learn
«You Learn» — песня Аланис Мориссетт из альбома 1995 года Jagged Little Pill. В США песня пять недель возглавляла чарт Billboard Hot 100 Airplay. После уменьшения радиоротации песня была выпущена на физическом сингле и достигла шестой позиции чарта Billboard Hot 100. Акустическая версия встречается в альбоме Alanis Unplugged, в некоторых странах она была выпущена в качестве сингла в 2000 году. Другая акустическая версия присутствует в альбоме 2005 года Jagged Little Pill Acoustic.

## Видеоклип
Существуют две версии клипа: оригинальная и «живая». Режиссёром оригинального клипа стала Лиз Фридлендер.

## Список композиций

### U.S. single
1. «You Learn» (album version) — 4:00
2. «You Oughta Know» (live Grammy version) — 3:48

### MTV Unplugged version
1. «You Learn»
2. «Thank U»

## Позиции в чартах
| Чарт (1996)                                  | Наивысшая позиция |
| -------------------------------------------- | ----------------- |
| Canadian Singles Chart                       | 1                 |
| UK Singles Chart                             | 24                |
| U.S. Billboard Hot 100                       | 6                 |
| U.S. Billboard Modern Rock Tracks            | 7                 |
| U.S. Billboard Hot Adult Contemporary Tracks | 23                |
| U.S. Billboard Mainstream Rock Tracks        | 40                |
| U.S. Billboard Top 40 Mainstream             | 1                 |
| U.S. Billboard Hot Adult Top 40 Tracks       | 3                 |
| U.S. Billboard Rhythmic Top 40               | 32                |

### Сертификации
| Country   | Certification | Sales   |
| --------- | ------------- | ------- |
| Australia | Gold          | 35,000+ |